# Obránci rudé ruky
Obránci rudé ruky (anglicky Red Hand Commando zkr. RHC) je malá a velmi tajná loajalistická polovojenská skupina v Severním Irsku, která je úzce spjata se skupinou ulsterských dobrovolníků (UVF). Je pojmenována po ulsterské rudé ruce.

## Historie

### Vznik
RHC vzniklo v roce 1972 v Shankill Road v západním Belfastu. Založil ho John McKeague spolu s kolegy z Shankillského obranného sdružení. V roce 1972 RHC souhlasilo, aby se stalo nedílnou součástí ulsterských dobrovolnických sil. Drží si stále vlastní struktury, ale ve služebních otázkách se s UVF dohodli na sdílení zbraní a personálu a často prováděli vojenské akce jménem UVF. Skupina byla v roce 1973 označena jako nezákonná.

### Polovojenská kampaň
RHC vedlo polovojenskou kampaň od roku 1972 až do příměří v roce 1994. Podle údajů RHC údajně zabilo 13 lidí včetně 12 civilistů a jednoho vlastního člena. Je však známo, že zabili i další jménem ulsterských dobrovolnických sil.